# Nikodem Zielonka
Nikodem Zielonka (* 17. August 2004 in Katowice) ist ein polnischer Fußballspieler, der hauptsächlich im offensiven Mittelfeld spielt.

## Karriere

### Verein
Zielonka begann seine Jugendkarriere bei Rozwój Katowice, bevor er 2020 zu Górnik Zabrze wechselte. Sein Debüt im Männerbereich machte er am 2. August 2020 für die 2. Mannschaft von Górnik Zabrze gegen Warta Gorzów Wielkopolski. Zu diesem Zeitpunkt war Nikodem 15 Jahre 11 Monate 16 Tage alt. Sein erstes Tor erzielte er am 14. November 2020 gegen Foto-Higiena Gać in der vierthöchsten Spielklasse Polens.
In der Saison 2022/23 kam Zielonka zu seinem Debüt in der 1. Mannschaft von Górnik Zabrze. Am 30. Januar 2023 wechselte Trainer Bartosch Gaul Zielonka in der 78. Minute gegen Piotr Krawczyk ein. Das Spiel gegen KS Cracovia verlor man mit 0:2.
Am 11. August 2023 wechselte Nikodem auf Leihbasis zu Zagłębie Sosnowiec in die zweithöchste Spielklasse Polens, um weitere Spielpraxis erlangen.